# Venacsa bicostalis
Venacsa bicostalis is een insect uit de familie van de vlinderhaften (Ascalaphidae), die tot de orde netvleugeligen (Neuroptera) behoort. 
Venacsa bicostalis is voor het eerst wetenschappelijk beschreven door New in 1984.